# Spodnja Bačkova
Spodnja Bačkova este o localitate din comuna Benedikt, Slovenia, cu o populație de 118 locuitori.